# Dust Off and Dance (álbum de Tiffany)
Dust Off and Dance es el sexto álbum de estudio de Tiffany, publicado en mayo de 2005. Su estilo es electrónica o dance music, lo que representa una variación de los estilos de los anteriores álbumes de la cantante, y de particular interés para los clubes de baile, donde sus canciones han logrado cierto éxito. Tiffany ha declarado que este álbum está dedicado a la comunidad gay, que representa una parte importante de sus fanes, al respecto Tiffany dijo "he hecho el disco gay por completo."
La artista no tenía contrato de grabación en ese momento, por lo que el álbum fue lanzado de manera independiente y vendido en línea en el sitio CDBaby, donde durante un tiempo fue el CD más vendido. También hubo una versión para descargar en iTunes.
Tiffany ha estado realizando presentaciones en varios lugares de Estados Unidos y el Reino Unido, incluyendo canciones de este álbum, así como sus canciones y versiones anteriores.
En diciembre de 2005, la canción "Be With U Tonite" se escuchaba mucho en algunas estaciones de radio dedicadas a la música dance.
Varias canciones del disco ("It Ride", "Na Na Na" y "Fly") se utilizaron en episodios de la serie de televisión Ugly Betty.
"Ride It" fue incluida en una temporada, en dos episodios de la serie Brothers & Sisters.
A finales de abril de 2008, una canción con el mismo nombre que este álbum (pero que no se encuentra en el álbum), "Dust Off and Dance", estuvo disponible para su descarga en la web. En la canción Tiffany hace las voces para un equipo de baile llamado  Hydra Productions y la canción se encuentra en su álbum Liquid.

## Lista de canciones
1. "Be with U Tonite" (Tiffany, Tim Feehan, Joe Brooks) – 5:09
2. "Ride It" (Tiffany, Tim Feehan) – 4:54
3. "Kama Sutra" (Tim Feehan, Dre Wilson) (featuring Dre Wilson) – 4:39
4. "Na Na Na" (Tiffany, Tim Feehan, Joe Brooks) – 3:46
5. "Everyone Get Down" (Tiffany, Tim Feehan, Joe Brooks) – 3:30
6. "Fly" (Tiffany, Tim Feehan) – 3:30
7. "Artificial Girlfriend" (Tiffany, Tim Feehan, Joe Brooks) – 3:53
8. "Sacrifice" (Tiffany, Tim Feehan, Joe Brooks) – 6:19
9. "I Luv How You Feel" (Tiffany, Tim Feehan, Joe Brooks) – 4:12
10. "I Think We're Alone Now" (Ritchie Cordell) – 4:54
11. "Artificial Girlfriend" (Second Sun Remix) – 4:23

## Sencillos
- "Be with U Tonite" - April 2005
- "Na Na Na" - Summer 2005

## Participantes
- Joe Brooks – gutarra, piano, coros
- Ron Davis – fotografía
- Tim Feehan – guitarra, programación, coros
- Janine Gobeil – coros
- Jawa – rap
- Second Sun – remix
- Tiffany – vocales, coros